# Lubuk Ambacang
Lubuk Ambacang is een bestuurslaag in het regentschap Kuantan Singingi van de provincie Riau, Indonesië. Lubuk Ambacang telt 1472 inwoners (volkstelling 2010).